# Pitbull (seria)
Pitbull – seria polskich filmów sensacyjnych, powstała w oparciu o opowieści polskich policjantów i kryminalistów. Ukazuje przestępczy półświatek oraz opowiada o pracy warszawskich policjantów z wydziału zabójstw.
Pierwsze trzy części oraz serial wyreżyserował Patryk Vega, a za reżyserię czwartej części serii odpowiadał Władysław Pasikowski, piąty film o podobnym tytule ponownie wyreżyserował Patryk Vega.
Patryk Vega w 2018 roku ogłosił, że ponownie stał się właścicielem praw do marki „Pitbull”.
Powstało pięć filmów kinowych i trzysezonowy serial telewizyjny:
- PitBull – 2005,
- PitBull (serial) – 2005–2008,
- Pitbull. Nowe porządki – 2016,
- Pitbull. Niebezpieczne kobiety – 2016,
- Pitbull. Ostatni pies – 2018,
- PitBull – 2021,
- Pitbull (serial) – 2022[4].

## Obsada
| Postać                                | Pitbull (2005)      | Pitbull (serial) (2005–2008) | Pitbull. Nowe porządki (2016) | Pitbull. Niebezpieczne kobiety (2016) | Pitbull. Ostatni pies (2018) | Pitbull (2021)    |
| ------------------------------------- | ------------------- | ---------------------------- | ----------------------------- | ------------------------------------- | ---------------------------- | ----------------- |
| Jacek „Gebels” Goc                    | Andrzej Grabowski   | Andrzej Grabowski            | Andrzej Grabowski             | Andrzej Grabowski                     |                              | Andrzej Grabowski |
| Włodzimierz „Barszczu” Barszczyk      | Michał Kula         | Michał Kula                  | Michał Kula                   |                                       | Michał Kula                  |                   |
| Sławomir „Despero” Desperski          | Marcin Dorociński   | Marcin Dorociński            |                               |                                       | Marcin Dorociński            |                   |
| Zbigniew „Benek” Chyb                 | Janusz Gajos        | Janusz Gajos                 |                               |                                       |                              |                   |
| Krzysztof „Nielat”/„Quantico” Magiera | Rafał Mohr          | Rafał Mohr                   |                               |                                       | Rafał Mohr                   |                   |
| Mirosław „Metyl” Saniewski            | Krzysztof Stroiński | Krzysztof Stroiński          |                               |                                       | Krzysztof Stroiński          |                   |
| Dżemma                                | Weronika Rosati     | Weronika Rosati              |                               |                                       |                              |                   |
| Igor Rosłoń                           |                     | Paweł Królikowski            | Paweł Królikowski             |                                       |                              |                   |
| Monika „Władek” Grochowska            |                     | Roma Gąsiorowska             |                               |                                       |                              |                   |
| Robert „Łapka” Nimski                 |                     | Michał Żurawski              |                               |                                       |                              |                   |
| Renata Czyżewska                      |                     | Hanna Konarowska             |                               |                                       |                              |                   |
| Dariusz „Majami” Wolkowski            |                     |                              | Piotr Stramowski              | Piotr Stramowski                      |                              |                   |
| Olka                                  |                     |                              | Maja Ostaszewska              | Maja Ostaszewska                      |                              |                   |
| Marcin „Strachu” Opałka               |                     |                              | Tomasz Oświeciński            | Tomasz Oświeciński                    |                              |                   |
| Tomasz „Babcia” Barbasiewicz          |                     |                              | Bogusław Linda                |                                       |                              |                   |
| Izabela „Somalia” Zych                |                     |                              |                               | Magdalena Cielecka                    |                              |                   |
| Małgorzata „Drabina” Bojke            |                     |                              |                               | Alicja Bachleda-Curuś                 |                              |                   |
| „Jadźka”                              |                     |                              |                               | Anna Dereszowska                      |                              |                   |
| „Zuza”                                |                     |                              |                               | Joanna Kulig                          |                              |                   |
| „Gawron”                              |                     |                              |                               |                                       | Cezary Pazura                |                   |
| „Mira”                                |                     |                              |                               |                                       | Dorota Rabczewska            |                   |